# Кузема (посёлок)
Кузема (карел. Kuuzimua, фин. Kuusema) — посёлок в России, в Республике Карелия, административный центр Куземского сельского поселения Кемского района.

## Общие сведения
Посёлок расположен в 97 км по автодороге от города Кемь, к югу от устья рек Куземы и Березовки.
В мае 2010 года решением Заксобрания Кузема была включена в перечень труднодоступных и отдаленных местностей Республики Карелия.
К северу от посёлка находится государственный охотничий заказник «Воньгомский» — особо охраняемая природная территория, место концентрации северного оленя и водоплавающих птиц.

## История
В 1930-е годы в посёлке, в местечке Сеннуха, располагалось пятнадцатое Кемское подразделение Соловецкого лагеря особого назначения. Сюда направлялись заключённые-инвалиды Соловецкого лагеря для работ по заготовке леса. Общее количество заключённых Куземского подразделения превышало 3300 человек.

## Население
Численность населения посёлка в 1989 году составляла 860 чел.
| 2002 | 2009 | 2010 | 2013 |
| ---- | ---- | ---- | ---- |
| 510  | ↘477 | ↘341 | ↘325 |

## Транспорт
Железная дорога
Через посёлок проходит Октябрьская железная дорога — станция Кузема.
Пригородные поезда Лоухи—Кемь.
Ежедневные транзитные поезда из Мурманска и в Мурманск.
Автомобильный
Кузема находится в 38 км к востоку от автомагистрали М18 «Кола».

## Улицы посёлка
- ул. 1-я Лесная
- ул. Вокзальная
- ул. Гагарина
- ул. Дачная
- ул. Инженерная
- ул. Лесная
- ул. Приморская
- ул. Рыбацкая
- ул. Советской Армии
- ул. Титова